# قائمة جسور الإمارات العربية المتحدة
الجسر أو القنطرة (ج القناطر) هو مُنشأ يُستخدم للعبور من مكان إلى آخر بينهما عائق.

## قائمة الجسور الإمارات العربية المتحدة

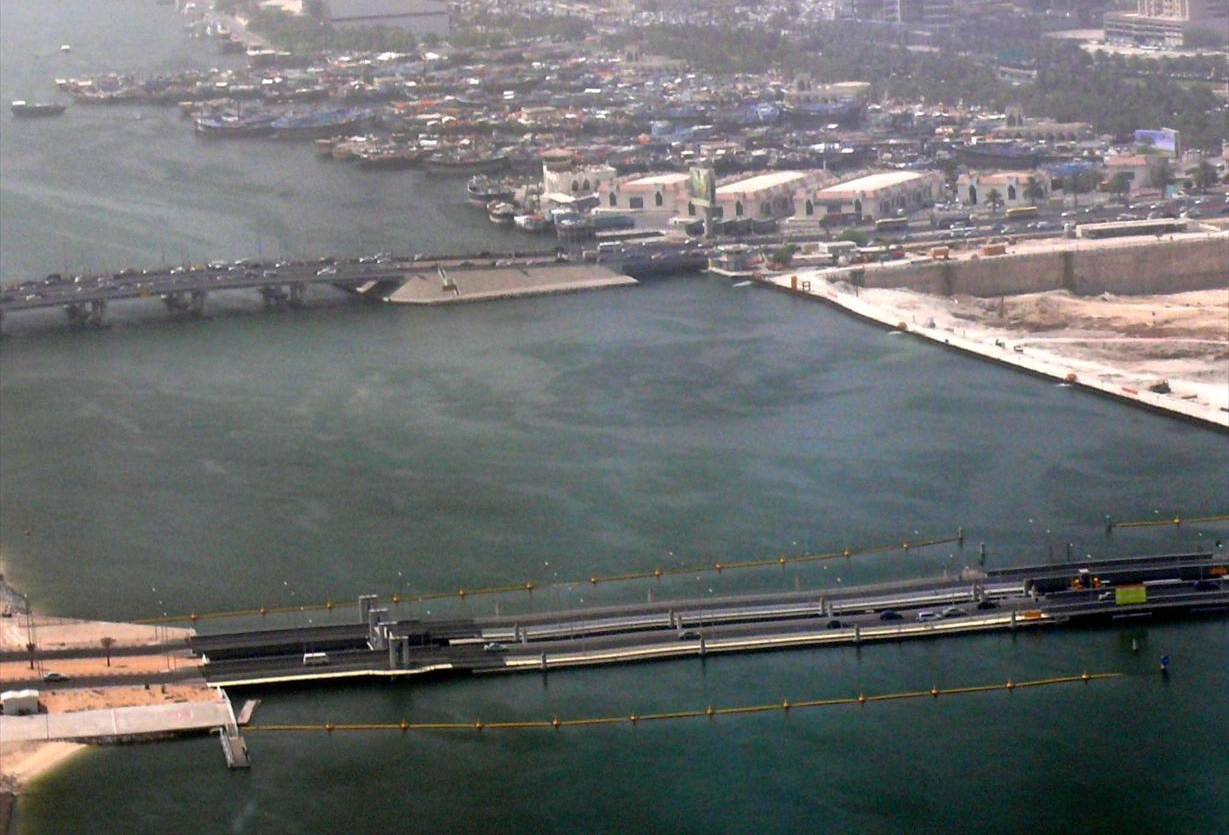
جسر آل مكتوم والجسر العائم (دبي) 2008

تحتوي هذه القائمة على أسماء الجسور في الإمارات العربية المتحدة.
- الجسر العائم (دبي)
- جسر الشيخ زايد
- جسر القرهود
- معبر الخليج التجاري
- جسر آل مكتوم
- جسر المقطع
- جسر المصفح
- جسر الشيخ خليفة
- معبر الشيخ راشد بن سعيد
- جسر «أم يفينة»[4]